# 解放与改造
《解放与改造》杂志是五四时期倡导自由主义（社会改良思潮）的主要报刊。1919年9月，杂志在上海创刊，以北平新学会名义出版。半月刊。32开本。第1卷共出8期，第2卷出16期。1920年迁至北京，是政团研究系的政论刊物。《解放与改造》是半月刊，32开本，创办者有张东荪、俞颂华、梁启超等，主编为梁启超。
《解放与改造》创刊时，新文化运动的核心期刊《新青年》和《新潮》均因主持人参与了五四运动而暂停，《每周评论》则在1919年8月被北洋政府查封，《解放与改造》于是成了五四新文化运动后期的一份重要刊物，尤其在社会主义思想传入方面功不可没。然而长期以来，学术界对《解放与改造》缺乏深入的研究，迄今为止，研究《解放与改造》的专著尚未出现。

## 宗旨和目的
推动社会革新，反封建反军阀；鼓吹社会改良主义，研究社会主义，提倡无政府主义的第三种文明，但反对俄国革命和马克思主义。
《解放与改造》创刊之时，正是国内五四新文化运动如火如荼，国外第一次世界大战各国利益交互的时候，苦闷前行的中国人在社会主义革命中看到了一条新的道路。然而关于“社会主义”这个新鲜名词，当时很少有人明白它到底是什么，更不要说适不适合在中国发展。说白了，当时的人们被”如何改造中国“这一问题所困扰，正积极地寻找改造中国社会的方案。在这种背景下创刊的《解放与改造》就表示：“我们当首先从事解放：就是使现在的自我完全从以前的自我解放出来，同时使现在的世界也从以前的世界完全解放出来。但解放不是单纯的脱除，乃是‘替补’（Complement）。替补就是改造：所以一方面是不断地解放，他方面是不断地改造。”所以，《解放与改造》的宗旨定位为“主张解放精神物质两方面一切不自然不合理之状态，同时介绍世界新潮以为改造地步”。
张东荪把自人类出现以来的文明分为三个时期,——封建主义文明、 资本主义文明和社会主义文明,他 认为中国的文化运动 “ 应该专从无政府主义第三种文明去下培养功夫。要提倡互助的精神; 要培植协同的性格；要养成自治的能力；要促通合群的道德“。

## 内容设置
作为一份以政论为主的理论性杂质，《改造》涉及的内容大体可以分为以下几个方面。
1. 有关社会主义的译介。
2. 心理学、哲学、生物学、社会学等西方各种社会科学和自然科学的输入。
3. 对中国各种现实问题的关注和研究。
4. 文学和文化研究。

## 經歷
《解放与改造》杂志1919年9月1日发表了列宁的著述的第一篇中译作，即《俄国政党与无产阶级的任务》，报刊上关于俄国革命和布尔什维克的报道此后越来越多。1919年9月15日，杂志发表了日本人写的《列宁、托洛茨基及其原则的实现》的译文，里面第一次介绍托洛茨基。

## 歷史
- 1920年，杂志更名为《改造》。
- 1922年9月出版第4卷第46期停刊。

## 与《新青年》杂志
作为五四新文化运动后期一份十分重要的杂志，《改造》与北京的《新青年》一南一北遥相呼应。但是与《新青年》不同的是，它的创办者和核心撰稿人不是大学里无党无派的教授，而是曾经与军阀关系密切的研究系知识分子。（虽然杂志发行时，研究系的精神领袖梁启超及骨干张君劢、蒋百里等人均不在国内，但《解放与改造》却是在梁启超指导下创刊的。）